# Ernest Renshaw

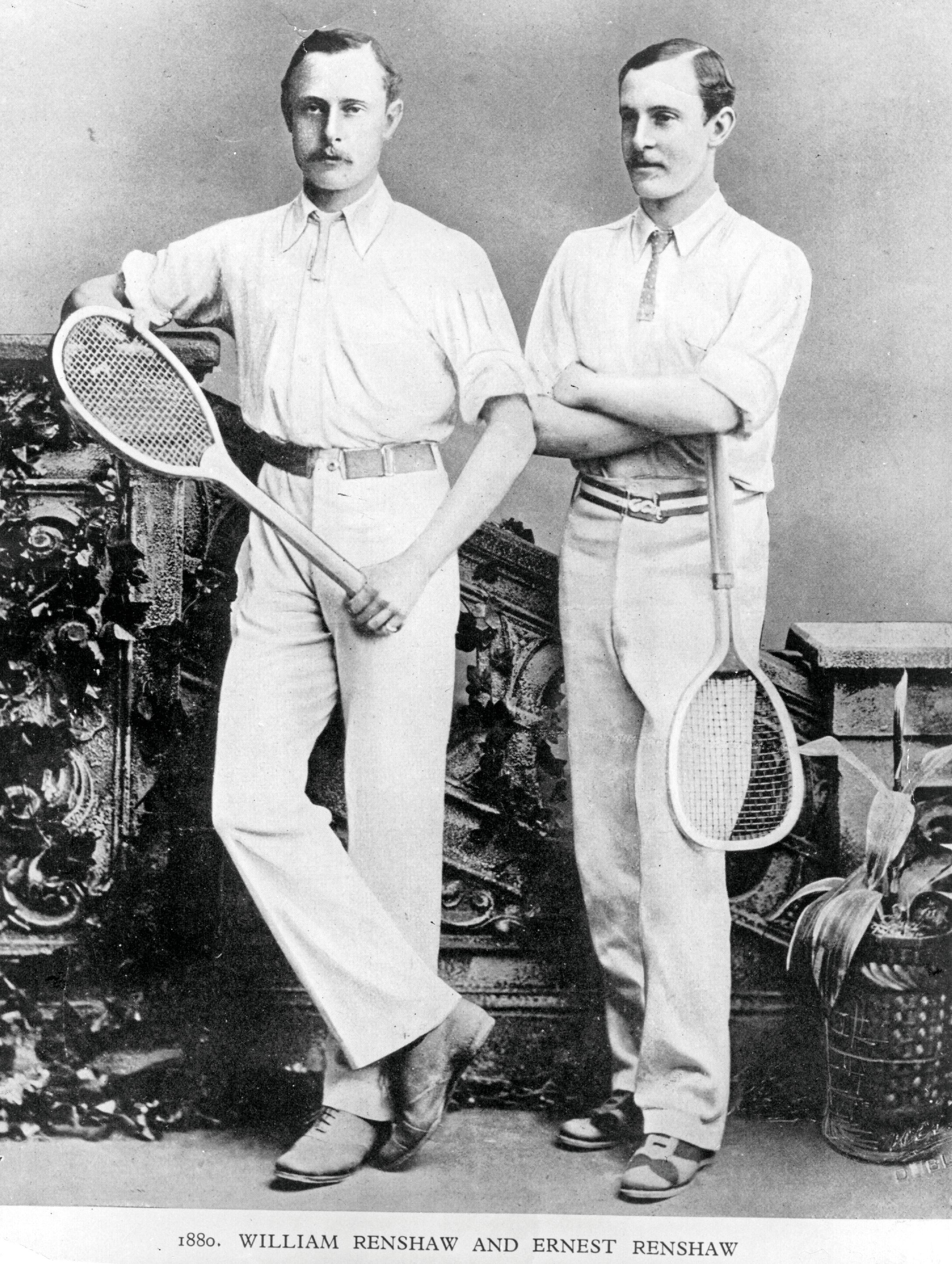
Ernest (re.) und William Renshaw (1880)

James Ernest Renshaw (* 3. Januar 1861 in Leamington Spa, England; † 2. September 1899 in Waltham St. Lawrence, England) war ein britischer Tennisspieler. Gemeinsam mit seinem erfolgreicheren Zwillingsbruder William (1861–1904) revolutionierte er Ende des 19. Jahrhunderts das Rasentennis und gewann 1888 das Herreneinzel der Lawn Tennis Championships (Wimbledon). Mit William siegte er außerdem fünfmal im dortigen Doppelfinale.

## Leben
Ernest Renshaw und sein Zwillingsbruder William waren die Söhne des Flachsspinners James Renshaw und seiner Ehefrau Ellen Knight. Der Vater verstarb noch vor Geburt der Kinder im September 1860 und hinterließ der Familie ein Vermögen von circa 60.000 bis 70.000 Pfund. Die Brüder besuchten gemeinsam zwei Jahre das Cheltenham College, das sie im Juli 1874 verließen.
Die Renshaw-Brüder erlernten den Tennissport traditionsgemäß auf Asphaltplätzen in einem Klub ihrer Heimatstadt. 1880 nahmen beide erstmals an den Lawn Tennis Championships teil, die zum damaligen Zeitpunkt in Maida Vale (ehemals Portsdown Rink) ausgetragen wurden. Während William bereits in der zweiten Runde ausschied, erreichte Ernest die dritte Runde. Ein Jahr später gewann sein Bruder das Finale, dessen Siegesserie bis 1886 anhalten sollte. Ernest erreichte 1882 und 1883 das Finale gegen ihn, das er jeweils in fünf Sätzen verlor. 1887 bestritt Ernest erneut das Finale, das er nach einer 2:1-Satzführung noch in fünf Sätzen gegen Herbert Lawford verlor. Ein Jahr später revanchierte er sich gegen Lawford und gewann glatt in drei Sätzen zum einzigen Mal das Herrenfinale. 1889 verlor Ernest in vier Sätzen erneut das Finale gegen seinen Bruder William. Gemeinsam gewannen die Brüder von 1884 bis 1886 und von 1888 bis 1889 auch die Konkurrenz im Herrendoppel. Im gemischten Doppel spielte Ernest gemeinsam mit Charlotte Dod, der bis heute jüngsten Gewinnerin des Dameneinzels in Wimbledon. Darüber hinaus gewann er von 1887 bis 1888 die Irish Championships im Einzel und gemeinsam mit seinem Bruder viermal das Doppel (1881, 1883–1885).

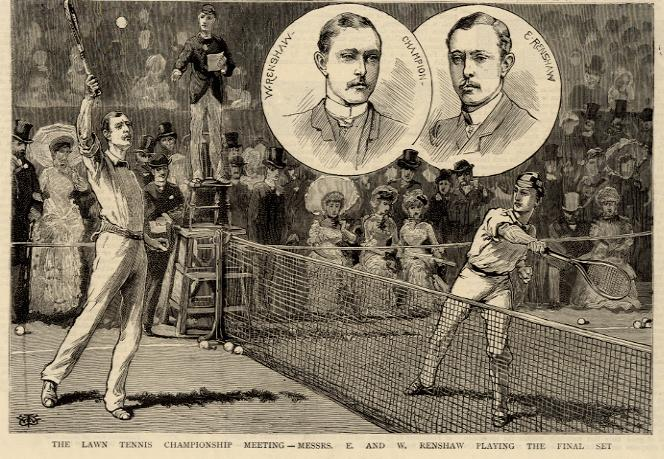
Ansichtskarte mit den Brüdern Renshaw (um 1890)

Das Brüderpaar revolutionierte in seiner aktiven Zeit Technik und Taktik im Tennissport. Im Gegensatz zu ihren Konkurrenten brachten sie den Spielball noch vor Berührung des Bodens mit Volleys bzw. Schmetterbällen zurück („Renshaw smash“). Zur damaligen Zeit war das Netz an den Seiten höher angebracht als heute, so dass weniger Gefahr bestand, bei einem gespielten Volley von der Mitte des Platzes aus mit einem Passierball von der übermäßigen Zahl an Grundlinienspielern ausgekontert zu werden. Auch änderten die Renshaws die Art des Doppelspiels, indem sich ein Spieler direkt vor dem Netz positionierte. Durch ihre finanziellen Rücklagen war es William und Ernest auch möglich, über den Winter im französischen Cannes zu trainieren.
1893 traten die Brüder das letzte Mal gemeinsam bei den Lawn Tennis Championships an – beide sollten schon in der ersten Runde aufeinandertreffen, woraufhin William auf einen Start verzichtete. Ernest verlor die darauffolgende Partie. Die Zuschauerzahlen gingen nach dem Rücktritt der Brüder zurück und viele beschwerten sich, dass der Tennissport an Glanz eingebüßt hätte.
Sowohl Ernest als auch sein Bruder William († 1904) blieben zeitlebens unverheiratet. Ernest starb 1899 im Alter von 38 Jahren. Er hatte Karbolsäure (Phenol)  über die Nahrung aufgenommen. Die gerichtliche Untersuchung blieb aber ohne Beweis, ob er dies absichtlich getan hatte oder nicht. In Erinnerung an die Brüder wurde dem All England Club von Verwandten der Renshaw Cup gestiftet, der eine Zeit lang als Siegestrophäe an die Gewinner des Herreneinzels von Wimbledon vergeben wurde. 1983 fanden beide Aufnahme in die International Tennis Hall of Fame.

## Grand-Slam-Finalspiele

### Einzel

#### Siege
| Jahr | Veranstaltung | Gegner im Finale | Punkte im Finale |
| ---- | ------------- | ---------------- | ---------------- |
| 1888 | Wimbledon     | Herbert Lawford  | 6-3, 7-5, 6-0    |

#### Niederlagen
| Jahr | Veranstaltung | Gegner im Finale | Punkte im Finale        |
| ---- | ------------- | ---------------- | ----------------------- |
| 1882 | Wimbledon     | William Renshaw  | 6-1, 2-6, 4-6, 6-2, 6-2 |
| 1883 | Wimbledon     | William Renshaw  | 2-6, 6-3, 6-3, 4-6, 6-3 |
| 1887 | Wimbledon     | Herbert Lawford  | 1-6, 6-3, 3-6, 6-4, 6-4 |
| 1889 | Wimbledon     | William Renshaw  | 6-4, 6-1, 3-6, 6-0      |

### Doppel
| Jahr | Veranstaltung | Partner         | Gegner im Finale                       | Resultat                |
| ---- | ------------- | --------------- | -------------------------------------- | ----------------------- |
| 1884 | Wimbledon     | William Renshaw | Ernest Lewis Teddy Williams            | 6:3, 6:1, 1:6, 6:4      |
| 1885 | Wimbledon     | William Renshaw | Claude Farrer Arthur Stanley           | 6:3, 6:3, 10:8          |
| 1886 | Wimbledon     | William Renshaw | Claude Farrer Arthur Stanley           | 6:3, 6:3, 4:6, 7:5      |
| 1888 | Wimbledon     | William Renshaw | Patrick Bowes-Lyon Herbert Wilberforce | 2:6, 1:6, 6:3, 6:4, 6:3 |
| 1889 | Wimbledon     | William Renshaw | George Hillyard Ernest Lewis           | 6:4, 6:4, 3:6, 0:6, 6:1 |